# Shirin (regina sasanide)
Shirin (in persiano: شیرین; ... – 628) è stata una regina sasanide, una delle mogli dello scià (re dei re) sasanide Cosroe II.

## Biografia
Due cronache siriache definiscono Shirin (in Persiano شيرين) un'"aramea", identificando la sua patria con la regione nota con il nome di Beth Aramaie nelle fonti siriache. La tradizione secondo cui fosse di origini armene sembrerebbe avere origini più tarde. Secondo lo storico bizantino Teofilatto Simocatta, Shirin era di origini romane (cioè bizantine), ma su questo particolare non concorda lo storico armeno Sebeo, secondo cui Shirin proveniva dal Khūzestān ed era solo una delle tanti mogli di Cosroe II. Le fonti comunque concordano che Shirin fosse di religione cristiana. La Storia Ecclesiastica di Evagrio Scolastico riporta una lettera di Cosroe II indirizzata al santuario di San Sergio a Resafa in cui tuttavia Shirin viene chiamata "Sira"; in tale lettera Cosroe II afferma di aver sposato Shirin per amore, violando peraltro la legge persiana che impediva di avere una moglie cristiana; nella lettera, datata 593, il monarca persiano chiede l'intercessione del santo affinché Shirin possa avere presto dei figli, cosa che poi effettivamente avvenne.
Nella rivoluzione che seguì la morte del padre di Cosroe, Ormisda IV, il generale Bahram Chobin usurpò il trono. Shirin fuggì con Cosroe in Siria, dove vissero sotto la protezione dell'imperatore bizantino Maurizio. Nel 591, Cosroe, con il sostegno dell'esercito bizantino, riuscì a rovesciare l'usurpatore e a riprendersi il trono, e Shirin divenne la regina. Ella usò la sua influenza per proteggere la minoranza cristiana in Persia, ma la situazione politica richiedeva che lo facesse con discrezione. Secondo la Cronaca di Seert (redatta nel IX secolo), «Cosroe, per gratitudine nei confronti di Maurizio, ordinò di ricostruire le chiese e di onorare i cristiani; egli costruì due chiese per Maria [l'altra sua moglie cristiana] e una grande chiesa e un castello nella regione di Beth Lashpar per sua moglie Shirin l'aramea». Secondo Sebeo, Shirin costruì una chiesa e un monastero nei pressi del palazzo reale, e vi insediò sacerdoti e diaconi, assegnando loro stipendi di corte e denaro per l'abbigliamento. Sebeo afferma che Shirin «predicava coraggiosamente a testa alta il vangelo del Regno a corte, e nessuno dei grandi magi osava aprire bocca per dire qualcosa - piccola o grande - riguardo ai Cristiani; tuttavia, con il passare del tempo e con l'approssimarsi della sua fine, molti dei magi convertitisi al Cristianesimo subirono il martirio in diversi luoghi». Inizialmente apparteneva alla Chiesa d'Oriente, i cosiddetti Nestoriani, ma successivamente divenne una seguace della chiesa miafisita di Antiochia, ora nota come Chiesa ortodossa siriaca. Dopo la conquista di Gerusalemme nel 614, nel corso della guerra romano-persiana del 602-628, i Persiani trafugarono la Vera Croce di Gesù e la portarono nella loro capitale Ctesifonte, dove fu la stessa Shirin a portare la croce nel suo palazzo.

## Leggende e influenze nella letteratura

### Letteratura persiana

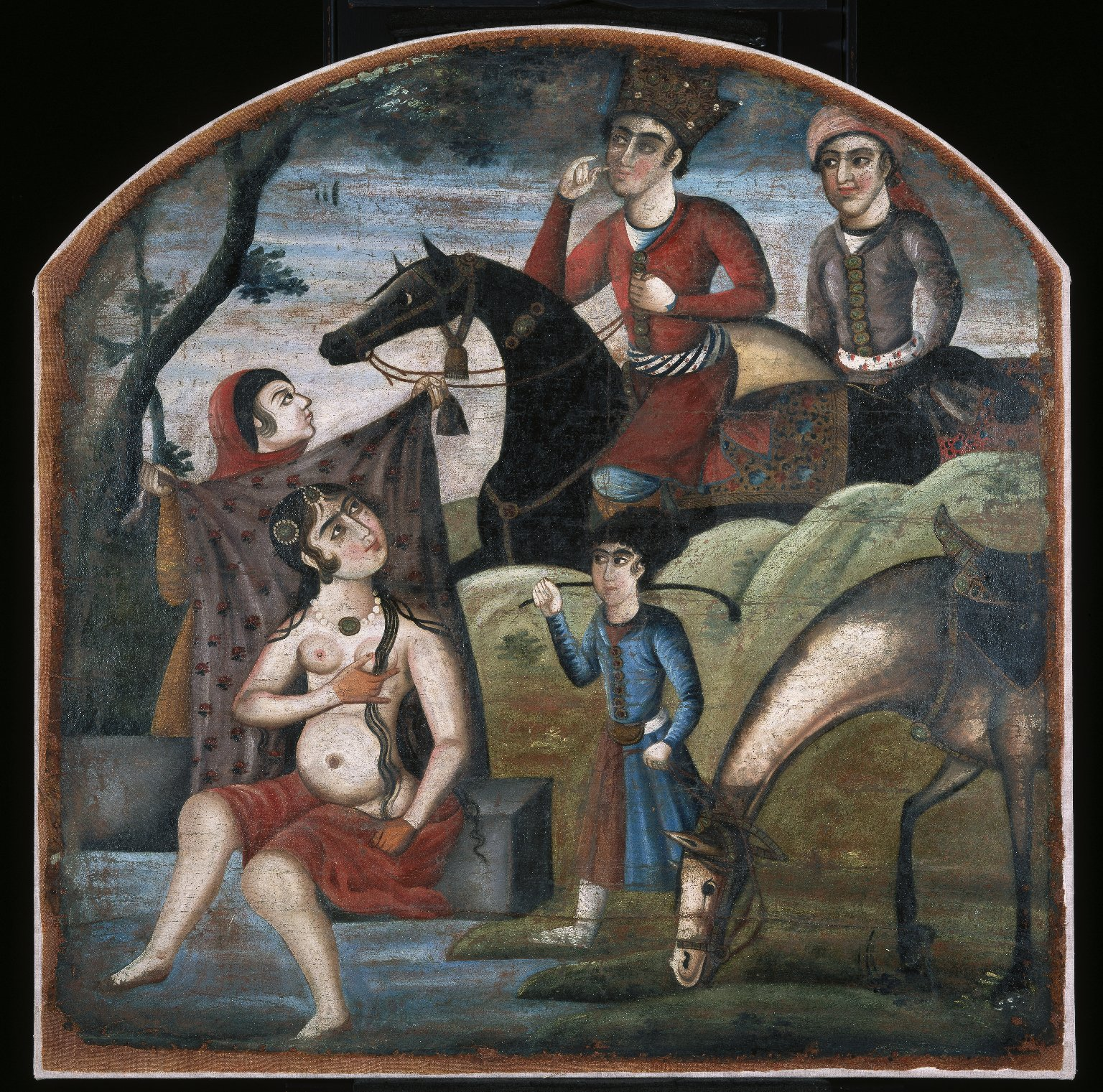
Khusraw Discovers Shirin Bathing, From Pictorial Cycle of Eight Poetic Subjects, metà XVIII secolo. Brooklyn Museum

Ancora dopo secoli dalla sua morte Shirin divenne una importante eroina nella letteratura persiana, nonché modello di amante e moglie fedele. Ella appare nella Shahnameh e nel romanzo Cosroe e Shirin di Nizami Ganjavi (1141-1209), e viene citata in molte altre opere. La sua storia, così come elaborata nella letteratura, presenta pochi o nessun legame agli eventi storici noti della sua vita, anche se la sua adesione al cristianesimo e le difficoltà conseguenti all'assassinio di suo marito rimangono parte della storia, insieme all'esilio di Cosroe antecedente al suo ritorno al trono. Dopo il loro primo incontro accidentale, nel corso del quale Cosroe era inizialmente inconsapevole della sua identità, la loro relazione incontra una serie di alti e bassi, con la coppia spesso separata dalle circostanze contingenti, parte che occupa la maggior parte del racconto. Dopo che Cosroe viene ucciso da suo figlio, quest'ultimo richiede che Shirin lo sposi, e per evitarlo ella commette il suicidio.

### La leggenda di Cesara
Le cronache latine (come il Chronicon dello storico franco Fredegario e la Historia Langobardorum dello storico longobardo Paolo Diacono) parlano di una regina sasanide di religione cristiana di nome Cesara, probabilmente da identificare con Shirin, una delle mogli di Cosroe II. Fredegario colloca la vicenda di Cesara nel 588, quando regnava ancora sul trono persiano Ormisda IV, tuttavia chiama il re persiano "Anaulfo", nome tipicamente germanico e non certo persiano; è possibile che "Anaulfo" sia la corruzione del nome persiano originale. Oggi si ritiene che "Anaulfo" vada identificato con Cosroe II.
Nel 588 Cesara, desiderando convertirsi al cristianesimo, lasciò la Persia con un seguito di quattro fanciulli e di altrettante fanciulle per recarsi a Costantinopoli, dove venne accolta favorevolmente dal patriarca di Costantinopoli Giovanni, a cui chiese insistentemente di essere battezzata. Fu accolta favorevolmente anche dall'Imperatore romano d'Oriente (bizantino) Maurizio, e alcuni giorni dopo ricevette il battesimo: fu l'Imperatrice stessa a lavarla dal sacro fonte battesimale. Il re dei Persiani (Anaulfo secondo il Chronicon) mandò degli ambasciatori a Costantinopoli per riavere indietro la moglie. Ma l'Imperatore di Bisanzio, ignaro che la donna battezzata fosse la regina dei Persiani, rispose: «Della regina che cercate non sappiamo nulla, eccetto che è venuta qui una donna in veste privata». Gli ambasciatori chiesero di vederla, e quando riconobbero la loro regina, si prostrarono ai suoi piedi e le comunicarono reverentemente che il marito la voleva con sé in Persia. Ella così rispose:
Gli ambasciatori ritornarono in Persia riferendo al loro re le parole della regina. Il re allora inviò un'ambasceria presso l'Imperatore Maurizio, chiedendo che il patriarca di Costantinopoli Giovanni fosse inviato ad Antiochia per battezzarlo. Fu ad Antiochia (secondo Paolo Diacono, invece, a Costantinopoli) che il re persiano, insieme al suo seguito di 60.000 uomini, fu battezzato, convertendosi al cristianesimo; il re persiano si riprese la moglie, tornando in Persia con molti doni. Fredegario afferma che per merito dell'Imperatore Maurizio tutti i Persiani furono battezzati e convertiti al culto di Cristo con grande celerità.
Paolo Diacono inserisce la narrazione della vicenda di Cesara subito dopo aver riferito dell'ascesa sul trono bizantino di Costante II (641-668), scrivendo che avvenne "circa in questo tempo". Paolo Diacono dunque data la vicenda di Cesara a circa metà del VII secolo, mentre l'Impero sasanide stava collassando sotto i colpi dell'invasione degli Arabi musulmani. La leggenda fu poi ripresa nel XV secolo dallo storico Platina, il quale nella sua Vita dei Papi, inserisce la vicenda di Cesara nella biografia di Papa Vitaliano, datandola all'anno 683 e riprendendola verosimilmente da Paolo Diacono. Collocando la vicenda di Cesara all'epoca in cui la Persia era già stata sottomessa dagli Arabi, il Platina asserì che la conversione dei Persiani al Cristianesimo fosse avvenuta dopo la conquista islamica della Persia. Nel 1490 il vescovo di Cesena citò la vicenda di Cesara come prova che l'Asia, Persia compresa, era un tempo territorio cristiano, nel tentativo di convincere Papa Innocenzo VIII a indire una nuova crociata contro gli Infedeli Ottomani.
I primi dubbi sulla veridicità della storia vennero posti nel 1504 dall'umanista Marcantonio Sabellico, il quale obiettò che nel 683 la Persia era già stata sottomessa dagli Arabi e dunque non vi potevano certo essere re e regine persiane indipendenti. Sabellico suggerì dunque o che la vicenda di Cesara fosse stata collocata nel secolo sbagliato oppure che Cesara non fosse persiana ma di un'altra popolazione, come Unni o Mongoli. Il Muratori la riteneva una favola popolare a cui diedero credito Fredegario e Paolo Diacono. Oggi si ritiene che la leggenda fu ispirata dalla figura di Shirin, una delle mogli di Cosroe II, la cui fede cristiana è attestata anche da fonti bizantine e armene. La conversione dell'intero popolo persiano al Cristianesimo probabilmente è una distorsione della tolleranza mostrata da Cosroe II nei confronti dei Cristiani attestata da Teofilatto Simocatta, il quale afferma che, dopo la deposizione dell'usurpatore Bahram Chobin con il sostegno militare bizantino, Cosroe II, «confessando che il Cristo venerato e onorato presso i Romani è il Dio più grande di tutti, ripudiò la sua precedente religione». Secondo il Chronicon di Fredegario il marito di Cesara si chiamava Anaulfo, una possibile corruzione del nome persiano di Cosroe II, Parviz, oppure di Anosharwan (il nome persiano di Cosroe I).